# David C. Jewitt
David C. Jewitt és un professor d'astronomia antigament de l'Institute for Astronomy de la Universitat de Hawaii, encara que actualment a l'UCLA. Va néixer el 1958 a Anglaterra, i es va graduar el 1979 a la Universitat de Londres. Va rebre un M.Sc. i un Ph.D. en astronomia al California Institute of Technology el 1980 i 1983, respectivament. Els seus interessos de recerca inclouen el cinturó de Kuiper, la formació del sistema solar i les característiques físiques dels cometes. Juntament amb Jane Luu, va descobrir el primer objecte del cinturó de Kuiper el 1992. També ha descobert nombrosos satèl·lits del sistema solar.
Algunes de les seves publicacions recent són:
- The Nucleus of Comet 48P/Johnson, The Astronomical Journal, Volume 127, Issue 3, pp. 1784–1790
- 143P/Kowal-Mrkos and the Shapes of Cometary Nuclei, The Astronomical Journal, Volume 125, Issue 6, pp. 3366–3377
- Physical Properties of Trans-Neptunian Object (20000) Varuna, The Astronomical Journal, Volume 123, Issue 4, pp. 2110–2120
- Population and Size Distribution of Small Jovian Trojan Asteroids, The Astronomical Journal, Volume 120, Issue 2, pp. 1140–1147
- Particulate Mass Loss from Comet Hale-Bopp, The Astronomical Journal, Volume 117, Issue 2, pp. 1056–1062
- Cometary Rotation: an Overview, Earth, Moon, and Planets, v. 79, Issue 1/3, pp. 35–53
- Large Kuiper Belt Objects: The Mauna Kea 8K CCD Survey, The Astronomical Journal, Volume 115, Issue 5, pp. 2125–2135